# Momocicha
Momocicha – wieś sołecka w Polsce położona w województwie świętokrzyskim, w powiecie koneckim, w gminie Radoszyce.
W latach 1975–1998 miejscowość administracyjnie należała do województwa kieleckiego.
Wierni Kościoła rzymskokatolickiego należą do parafii Świętych Apostołów Piotra i Pawła w Radoszycach.

## Części wsi
| SIMC    | Nazwa   | Rodzaj     |
| ------- | ------- | ---------- |
| 0264791 | Kotrasy | przysiółek |

## Historia
Momocicha – w wieku XIX wieś włościańska w powiecie koneckim, gminie Grodzisko, parafii Radoszyce, odległa od Końskich 23 wiorsty.
Według spisu z  roku 1883 były tu 33 domy, 170 mieszkańców oraz 476 mórg ziemi.